# Pedro Barbosa
Pedro Alexandre dos Santos Barbosa (Gondomar, 1970. augusztus 6. –) portugál válogatott labdarúgó, edző.
A Portugál labdarúgó-válogatott tagjaként részt vett az 1996-os labdarúgó-Európa-bajnokságon és a 2002-es labdarúgó-világbajnokságon.

## Statisztika

### Válogatott
| 1994     | 1  | 0 |
| 1995     | 6  | 1 |
| 1996     | 2  | 0 |
| 1997     | 3  | 2 |
| 1998     | 1  | 0 |
| 1999     | 3  | 0 |
| 2000     | 0  | 0 |
| 2001     | 2  | 2 |
| 2002     | 3  | 0 |
| Összesen | 21 | 5 |

### Válogatott góljai
|    | Időpont             | Helyszín                                     | Ellenfél     | Gólok | Eredmény | Kiírás                                     |
| -- | ------------------- | -------------------------------------------- | ------------ | ----- | -------- | ------------------------------------------ |
| 1. | 1995. február 22.   | Philips Stadion, Eindhoven, Hollandia        | Hollandia    | 0–1   | 0–1      | Barátságos mérkőzés                        |
| 2. | 1997. augusztus 20. | Estádio do Bonfim, Setúbal, Portugália       | Örményország | 3–1   | 3–1      | 1998-as labdarúgó-világbajnokság-selejtező |
| 3. | 1997. szeptember 6. | Olimpiai Stadion, Berlin, Németország        | Németország  | 0–1   | 1–1      | 1998-as labdarúgó-világbajnokság-selejtező |
| 4. | 2001. június 6.     | Estádio José Alvalade, Lisszabon, Portugália | Ciprus       | 2–0   | 6–0      | 2002-es labdarúgó-világbajnokság-selejtező |
| 5. | 2001. június 6.     | Estádio José Alvalade, Lisszabon, Portugália | Ciprus       | 2–0   | 6–0      | 2002-es labdarúgó-világbajnokság-selejtező |

## Sikerei, díjai
- Sporting CP
  - Portugál bajnok: 1999-2000, 2001-02
  - Portugál kupa: 2001-02
  - Portugál szuperkupa: 1995, 2000, 2002